# Диоцез Токио
Диоцез Токио — один из одиннадцати диоцезов Англиканской Церкви в Японии.

## Краткая история
В современном виде Диоцеза был основан в мае 1923 года. Более сорока церквей и капелл Диоцеза были построены во второй половине XIX века, когда был снят официальный запрет на Христианство.

## Современное состояние
Сегодня, в юрисдикции Епископа Токио находятся 39 священников и 8 диаконов. Его паствой являются не только христиане-японцы, которых зарегистрировано более 7000 человек , но также христиане из других стран, как резиденты страны, так и приехавшие на короткий период времени. Община Св. Албана — единственная англо-язычная община, которая располагается недалеко от Кафедральной Церкви Св. Андрея (Sei Andere kyokai) в районе Минато.
Диоцез ведет довольно активную деятельность. Существуют специальные программы для молодежи, людей с ограниченными возможностями, ВИЧ-инфицированных. У Диоцеза есть крепкие связи с Диоцезом Мэриленда (Епископальная церковь США) и с Англиканской Церковью Кореи.

## Кафедральная Церковь Св. Андрея (Sei Andere kyokai)
Британский миссионер Александр Крофт Шоу (Alexander Croft Shaw) основал первую церковь на месте нынешней церкви во второй половине XIX века. Первая служба была проведена 4 июня 1879 года. Богослужения проводились с тех пор в ряде зданий, которые были уничтожены огнём, землетрясениями или войной. Наконец-то, нынешнее здание было завершено 30 ноября 1996 года. Литургия проводится здесь каждый день и трижды каждое воскресенье.
Собор Св. Андрея является местом нахождения кафедры Епископа Токио.